# Роґалін (Семполенський повіт)
Роґалін (пол. Rogalin) — село в Польщі, у гміні Сошно Семполенського повіту Куявсько-Поморського воєводства.
Населення — 502 особи (2011).
У 1975-1998 роках село належало до Бидгощського воєводства.

## Демографія
Демографічна структура станом на 31 березня 2011 року:
|          | Загалом | Допрацездатний вік | Працездатний вік | Постпрацездатний вік |
| -------- | ------- | ------------------ | ---------------- | -------------------- |
| Чоловіки | 270     | 56                 | 191              | 23                   |
| Жінки    | 232     | 46                 | 138              | 48                   |
| Разом    | 502     | 102                | 329              | 71                   |